# LKS Pogoń Lwów
El LKS Pogoń Lwów fou un club de futbol polonès de la ciutat de Lwów (Lviv actual Ucraïna). Va existir entre 1904 i 1939 i fou quatre cops campió polonès. L'any 2009 es creà un nou club amb el mateix nom.

## Palmarès
- Lliga polonesa de futbol:
  - 1922, 1923, 1925, 1926[3]

- Bandera i escut.
- Pogoń Lwów el 1910.
- Pogoń Lwów el 1926.
- Pogoń Lwów el 1936.